# Frauke Aulbert
Frauke Aulbert (* in Hamburg) ist eine deutsche Sängerin (Sopran), Stimmkünstlerin, Performancekünstlerin und Komponistin von Werken mit musikalischen und außermusikalischen Mitteln. Ihre Praxis erstreckt sich in unterschiedliche Bereiche vokaler Künste wie Ober- und Untertongesang, Dhrupad und Gugak, aber auch Jazz- und Popgesang, welche sie hauptsächlich, aber nicht ausschließlich, in Kontexten zeitgenössischer Musik einsetzt.

## Schwerpunkte und Stil
Den Schwerpunkt von Frauke Aulberts interpretatorischer Tätigkeit als Sopranistin bildet die zeitgenössische Musik, insbesondere des 21. Jahrhunderts, in der sie ein Repertoire von über 200 Werken (Solo, Duo, Ensemble, Musiktheater) aufgebaut hat. Über 60 Stücke wurden für sie zur Uraufführung geschrieben. Neben der Arbeit als Interpretin entwickelt Aulbert eigene (Stimm-)Performances an den Grenzen von Musik zu Bildender Kunst und Theater. Auch die Improvisation gehört zu ihren Tätigkeiten. Bei ihrer umfassenden Erforschung der menschlichen Stimme betrachtet sie alle stimmlichen Möglichkeiten als künstlerisch gleichwertig. Ein weiter Umfang und hohe klangliche, musikalische und technische Flexibilität kennzeichnen Frauke Aulberts Stimme. Das Hamburger Abendblatt ernannte Frauke Aulbert zu „Hamburgs Avantgarde-Queen“.

## Ausbildung
Frauke Aulbert studierte Gesang in Hamburg (bei Tuula Nienstedt) und Santa Cruz de Tenerife, sowie Neuere Deutsche Literaturwissenschaft, Musikwissenschaft und Psychologie an der Universität Kiel. 2009 graduierte sie mit einer Diplomarbeit über Obertongesang in der zeitgenössischen Musik. Zusätzlich bildete und bildet sie sich in verschiedenen traditionellen und experimentellen Gesangstechniken und verwandten Künsten (z. B. Tanz) weiter, darunter Ober- und Untertongesang, Gugak, Dhrupad, Butoh, Noh, Kamigata-Mai, P'ansori, Kouta, Multiphonics, Beatboxing, Gesang und Elektronik, Höömii, klassischer indischer Tanz (Odissi), Feldenkrais, Popgesang, Jazzgesang, bulgarischer Frauenchor, kanarische Folklore und afrikanischer zeitgenössischer Tanz/Ritual/Performance.

## Ensembles und Projekte
Mit Shanna Pranaitis (Flöte) gründete Frauke Aulbert 2014 das transatlantische Ensemble  Collect/Project welches sich später um Francisco Castillo Trigueros (Elektronik) und Eva Zöllner (Akkordeon) erweiterte. Zugleich in Hamburg und Chicago lokalisiert, widmet sich das Projekt experimenteller Musik und Aufführungspraxis und greift dabei auch populäre Ansätze auf. 2011 war Aulbert Mitbegründerin des Hamburger  Decoder Ensembles, das sich als Band für zeitgenössische Musik begreift und multimediale Elemente sowie konzeptuelle Performance-Elemente in seine Arbeit einbezieht, und bei dem sie bis 2018 performendes und organisatorisches Mitglied war. 2009 initiierte Aulbert das  Forum Neue Vokalmusik anlässlich der Interpretation von Karlheinz Stockhausens STIMMUNG. 2013 war das Ensemble für die erste Neu-Aufführung des Werks bei den Internationalen Stockhausen Sommerkursen in Kürten eingeladen.

## Zusammenarbeit mit anderen Künstlern und Auftritte
Sie brachte Stücke von u. a. Chaya Czernowin, Juliana Hodkinson, Neo Hülcker, Johannes Kreidler, Cathy Milliken, Brigitta Muntendorf, Alexander Schubert, Jagoda Szmytka, Gordon Kampe, Michael Maierhof, Claus-Steffen Mahnkopf und Christian Wolf zur Uraufführung. Zudem arbeitete sie mit den Komponisten  Georges Aperghis, Sofia Gubaidulina, Vinko Globokar, Matthias Kaul und Iris ter Schiphorst, mit den Musikern  Enikö Ginzery, Shanna Gutierrez, Maja Hunziker, Yannael Quenel, Luciano Tristaino, Gisbert Watty, Eva Zöllner, den Ensembles  MAM. Manufaktur für Aktuelle Musik, RADAR Ensemble, L'art pour l'art, HANATSUmiroir, DissonArt Ensemble und dem Szymanowski-Quartett und den Dirigenten  Christof Löser, Johannes Kalitzke und Peter Rundel zusammen.
Eine mehrjährige Zusammenarbeit verband  Aulbert mit der Pianistin und Medienkünstlerin Michiko Saiki. Regelmäßig arbeitete sie mit Künstlern jenseits der zeitgenössischen Musik zusammen, u. a. dem Gamelanensemble Margi Buduyo, der Odissi-Tänzerin Gudrun Märtins, dem Rapper Taktlo$$, der Schattenspielerin Maria Schlemmer, dem Jazz-Flötisten Magic Malik und der Zeichnerin Simone Ruess.
Ihre Stimme war u. a. im Deutschlandfunk, RAI und Radio France zu hören. Sie war an CD-Produktionen für Bee Jazz Records, Deutschlandfunk, Neos, New Focus Recordings, RAI Archives, Radio France und WERGO beteiligt.
Zu den Orten und Festivals an denen Frauke Aulbert auftrat, gehören  die Elbphilharmonie, Deutsche Oper Berlin, Darmstädter Ferienkurse, Internationale Stockhausen-Sommerkurse, Wittener Tage für neue Kammermusik, Warschauer Herbst, Klangspuren Schwaz, Neue Musik Rümlingen, Festspiele Mecklenburg-Vorpommern, Sonic Fusion Festival, MUSICON Durham, Rainy Days, IRCAM, Berghain, Kampnagel, Resonant Bodies Festival, LIG Art Hall Seoul, Onassis Cultural Centre Athen, Radialsystem, Casa Giacinto Scelsi (Rom), ZKM, Experimentalbühne der Staatsoper Athen, Ear Taxi Chicago, MuBE São Paulo, Plano B (Rio de Janeiro), Palais Tokyo (Paris), Haus der Kulturen der Welt, Thalia Theater, La Rotonde, aDevantgarde Festival, Kunststation St. Peter, NRW-Kulturforum (Düsseldorf), Nowa Huta Cultural Centre (Krakau), Theaterhaus Stuttgart, Experimental Sound Studio Chicago.
Konzertreisen führten sie u. a. nach Brasilien, Tunesien, Japan, Südkorea, Australien, Portugal, Georgien und in die USA.

## Musiktheater und Film
In folgenden Produktionen für Musiktheater und Film wirkte Frauke Aulbert als Sängerin und Performerin mit:
Musiktheater
- 2021: Undine geht – Musiktheater-Performance in Kollaboration mit Iris ter Schiphorst und Thierry Brühl (Taschenopernfestival Salzburg)[3]
- 2021: Eloain Lovis Hübner – Alice (Theatre Espace K, Strasbourg)
- 2019: Chaya Czernowin – Heart Chamber (Deutsche Oper Berlin, Regie: Claus Guth)[4]
- 2018: Sergej Maingardt – BLUR (Cloud) (Orangerie – Theater im Volksgarten, Köln)
- 2017: Daniel Dominguez – Zero Decibels (Hallo Festspiele, Hamburg)
- 2016: Arnold Schönberg – Pierrot Lunaire (Onassis Cultural Centre, Athen)
- 2015/16: Eloain Lovis Hübner – Die Irrfahrten des Odysseus (Deutsche Oper Berlin)
- 2015: Heera Kim – Mono (LIG Art Hall Seoul)
- 2015: Jagoda Szmytka – LOST (Warschauer Herbst)
- 2015: Michael Maierhof – Exit G. (Opera Stabile, Hamburg)
- 2014: Miika Hyytiainen – Aikainen (Helsinki + London)
- 2013: Daniel Dominguez – Rinde statt Haut (HfMT Hamburg)
- 2012: Daniel Puig – UnOpera (Rio de Janeiro)
- 2011: Opera Silens – Schwics (Theaterfestival 150%, Lichthof-Theater, Hamburg)
- 2011: Opera Silens – Josefine singt (Klangwerktage, Hamburg)
- 2010: Georges Aperghis – Zeugen (HfMT Hamburg)
- 2010: Opera Silens – Neurovisions – eine gesamteuropäische Touretterie (Kampnagel, Hamburg)
- 2009: Peter Maxwell Davies – Miss Donnithorne's Maggot (Antares-Musiktheater, Hamburg)
- 2008: Catalin Cretu – Die Multichannel Metamorphose (HfMT Hamburg)

Film
- 2011: Miranda July – The Future[5]

## Hörspiele
- 2019: Adnan Softić: EY, JUGO! Mehr Balkan wagen (Gesang, Vokalist) - Komposition: Daniel Dominguez Teruel; Regie: Adnan Softić (Original-Hörspiel, Essay - Produzent: Adnan Softić; Auftragsproduktion von: WDR)[6]

## Eigene Werke
Frauke Aulbert kuratiert und inszeniert viele ihrer Konzerte selbst. Seit 2015 entwickelt sie vermehrt eigene Stücke und Performances, als Solo oder in Kollaboration mit anderen Künstlern. Neben der Stimme setzt sie dabei auch andere Instrumente sowie Medien ein, von Video bis zum Internet. Aulbert beschreibt diese Arbeiten auch als musikalische Kompositionen mit außermusikalischen Mitteln. Ihre Performances setzen sich mit Themen wie Stimme, Körper und Gender auseinander.
voice lab dance edition (2021) ist ein Agglomerat von Stücken, die Stimme und Körperbewegung rund um das Thema „Das Internet und ich“ in DIY-Versuchen thematisieren. Für What it takes to be a hula dancer: The ballad of the coronatrice lernte Frauke Aulbert beispielsweise Hula-Tanz und -Gesang anhand von YouTube-Videos und adaptierte diese Ausdrucksform für ihre Inhalte. Die Performance The cold genius bar. Humans and other insects (2020/21) ist ein Tanzstück mit Gesangsanteilen, in denen sowohl körperlich als auch stimmlich eine insektenartige Perspektive eingenommen wird. Der Mensch ist kafkaesk vor seinem Mobiltelefon erstarrt, erwacht aus der Starre und verfällt ihr wieder. voice lab dance edition enthält außerdem drei kurze Videostücke von Aulbert und von ihr gefertigte Kostüme für den Abend.
Mit der Pianistin und Medienkünstlerin Michiko Saiki entwickelte Frauke Aulbert 2021 die Musiktheater-Performance Dark Web für Stimme, Körper, Elektronik und Video. Menschliche Abgründe und Hoffnungen vom Beginn der Emanzipation in der Romantik bis zu futuristischen Utopien der Reproduktion werden aus weiblichen Blickwinkeln erzählt.
Voice Lab (2019) ist eine Solo-Performance mit höchsten Anforderungen an die ausführende Person. In scheinbar spielerischer Leichtigkeit kommen hierbei extreme Gesangstechniken wie Beatboxing, Knarren/Granulation, Multiphonics/Distortion, kontrolliertes Obertonsingen oder Ululation zum Einsatz, während der Performer sich im Stile von Streamer selbst mit der Hand live filmt. Seit 2019 tritt Aulbert damit regelmäßig auf.
Das abendfüllende Stück Utopia Macramé (2019) im Kleid einer Lecture-Performance präsentiert spekulative soziologische Zukunftsvisionen aus dem Jahr 2049. Obertonsingen, das Matriarchat als Gesellschaftssystem und ein Ende der Massentierhaltung werden demnach den Alltag prägen. Das Stück wurde in den Performance-Almanach Emergency Index 2019 aufgenommen.
Die Stimmperformance Litany for a naked audience fand 2018 in einer eigens dafür gebauten Sauna statt und thematisierte das Singen und Hören in einer Extremsituation.
Zwischen 2016 und 2018 realisierte Frauke Aulbert mehrere Performances, die Beatboxing mit zeitgenössischer Musik verbanden. Das virtuose fünfte Element der HipHop-Kultur bekommt bei Aulbert eine neue soziokulturelle Bedeutung, wird klanglich, rhythmisch und linguistisch untersucht und um Elektronik und visuelle Elemente erweitert.

## Kuratorin
2020 rief Frauke Aulbert das Festival für Immaterielle Kunst ins Leben, das experimentelle Musik und Performancekunst zusammenführt. 2020 fand das Festival in der Hamburger Elbphilharmonie und 2021 auf Kampnagel statt.

## Weiteres
Für ihre Arbeit wurde Frauke Aulbert h ausgezeichnet. 2009 erhielt sie den Ersten Preis der Stockhausen-Stiftung für ihre Interpretation von Am Himmel wandre ich - INDIANERLIEDER von Karlheinz Stockhausen. Aulbert war u. a. Stipendiatin am Goethe-Institut Rom, in der Villa Kamogawa in Kyoto, der Cité Internationale des Arts Paris, am Lichthof-Theater Hamburg und der Akademie Schloss Solitude Stuttgart. Zudem gibt sie Meisterkurse und Workshops an Universitäten und Festivals (u. a. University of Berkeley, Santa Cecilia Rom, Monash University Melbourne).

## Presse
„Zwei Sängerinnen [Frauke Aulbert und Anne-Sophie von Otter] in einem Recital auftreten zu lassen ist schon mal ungewöhnlich. Und dann bringt die eine zu Beginn (Introduction von Ole Hübner) solche Knarz-, Quietsch- und Ploplaute hervor – im Wechsel mit klassisch gesungenen Tönen -, dass man sich ernstlich Sorgen um die Gesundheit ihrer Stimme machte. […] Frauke Aulbert eröffnete auch die zweite Konzerthälfte. Bei Luciano Berios legendärer „Sequenza III“ waren neben Kichern oder Zähneklappern auch theatralische Qualitäten gefragt. Kein Problem für die brillante Sängerin. Im Gegenteil bei ihrem eigenen Stück „Voice Lab“ (Stimm-Labor) nahm sie karikaturistisch You-tube-Video-Blogs auf die Schippe. Mit piepsiger Stimme erklärte sie komplexe Gesangstechniken, die sie in atemberaubend virtuosen Wechseln auch vorführte“
(Elisabeth Richter im Hamburger Abendblatt, 26. November 2021)
„Doch am eindrucksvollsten ist die Performance der Bewegungskünstlerin [Frauke Aulbert]. Wie eine riesige Motte hat sie sich Flügel an Arme und Beine geschnallt und vollführt eine eindrucksvolle Choreographie, am Boden liegend und per Kamera auf die dahinter liegende Wand übertragen. Ihre Flügel sind dabei gleichzeitig ein Instrument, denn sie sind mit Stangen und Schrauben versehen, so dass die Performanerin zu einer Schlagwerkerin wird.“
(Birgit Schalmack in HamburgTheater, 2022)
„Frauke Aulberts Stimme besteht eigentlich aus unzähligen.“
(Moni Marcel im Schwarzwälder Boten, 2021)
„Aus der punktgenau agierenden Sängerschar ist die mit extremen Höhenanforderungen konfrontierte Sopranistin Frauke Aulbert hervorzuheben (…).“
(Karl Harb in den Salzburger Nachrichten, 30. September 2021)
„Die souveräne Frauke Aulbert mit einem Sopran von klangvoller Variabilität und klarer Strahlkraft. So konzentrierte sich alles auf Stimme und Mimik, mit der sie die immense psychische Anspannung Wirklichkeit werden ließ. Da genügte ein irritiertes Wenden des Kopfes, um auf das bedrohliche Getöse der Maschinen zu reagieren, oder eine Erstarren, um den denaturierten Menschen zu zeigen. Beachtlich auch, wie sie in der Solokadenz das hoffnungsvolle Finale zu Cesare Paveses tröstenden Worten gestaltete: „… du wirst etwas wiederfinden. […] Im zweiten Teil gesellte sich noch in waghalsigen Koloraturen die Vokalise des Fasans hinzu. Frauke Aulbert hatte hier ihren zweiten, faszinierenden Auftritt.“
„Die souveräne Frauke Aulbert mit einem Sopran von klangvoller Variabilität und klarer Strahlkraft. So konzentrierte sich alles auf Stimme und Mimik, mit der sie die immense psychische Anspannung Wirklichkeit werden ließ. Da genügte ein irritiertes Wenden des Kopfes, um auf das bedrohliche Getöse der Maschinen zu reagieren, oder eine Erstarren, um den denaturierten Menschen zu zeigen. Beachtlich auch, wie sie in der Solokadenz das hoffnungsvolle Finale zu Cesare Paveses tröstenden Worten gestaltete: „… du wirst etwas wiederfinden. […] Im zweiten Teil gesellte sich noch in waghalsigen Koloraturen die Vokalise des Fasans hinzu. Frauke Aulbert hatte hier ihren zweiten, faszinierenden Auftritt.“
(Arndt Voß in der Neuen Musikzeitung, 8. Juli 2014)
„So erfordert die Partie der Miss Donnithorne eine Sängerin mit den Qualitäten einer Stimmperformerin und dem Mut zum klanglichen und darstellerischen Exzess. Frauke Aulbert bewies eigentlich beides. Es war ihr Abend.“
„So erfordert die Partie der Miss Donnithorne eine Sängerin mit den Qualitäten einer Stimmperformerin und dem Mut zum klanglichen und darstellerischen Exzess. Frauke Aulbert bewies eigentlich beides. Es war ihr Abend.“
(Hamburger Abendblatt, 13. April 2009)